# Lars Frölander
Lars Frölander, né le 26 mai 1974 à Borlänge, est un nageur suédois.

## Carrière
Le premier grand succès de Frölander en tant que nageur international a eu lieu en 1992, lorsqu'il a contribué à remporter une médaille d'argent dans le 4x200 nage libre aux Jeux olympiques d'été de Barcelone. Par la suite, les succès se sont multipliés et il est devenu l'un des meilleurs nageurs suédois de tous les temps.
En 2000, il établit le record du monde du 100 mètres papillon en 50,44 et remporte l'or olympique dans la même épreuve à Sydney en septembre.
Après les Jeux olympiques d'Athènes en 2004, où il n'a participé qu'à l'épreuve du 4x100 mètres nage libre par équipe, Frölander avait l'intention de se retirer de la natation. Cependant, lors des Championnats d'Europe de Budapest, il a annoncé qu'il continuerait à nager au moins jusqu'aux Jeux olympiques de Pékin en 2008.
Lors des Jeux olympiques de Pékin en 2008, Frölander a de nouveau participé au 100 mètres papillon, mais il a été éliminé lors des essais et a terminé à la 18e place, à un dixième de seconde des demi-finales.
Après des années de problèmes de santé et d'hypersensibilité au chlore, il a adopté un mode de vie plus sain dans les années 1990. En 2001, il est devenu végétalien, ce qu'il décrit comme un changement révolutionnaire pour sa santé et ses performances. À la même époque, sa sensibilité au chlore disparaît.
Frölander a participé à l'automne 2008 à l'émission Stjärnor på is sur TV4.

## Palmarès

### Jeux olympiques d'été
- Jeux olympiques 1992 à Barcelone :
  -  Médaille d'argent du relais 4 × 200 m nage libre

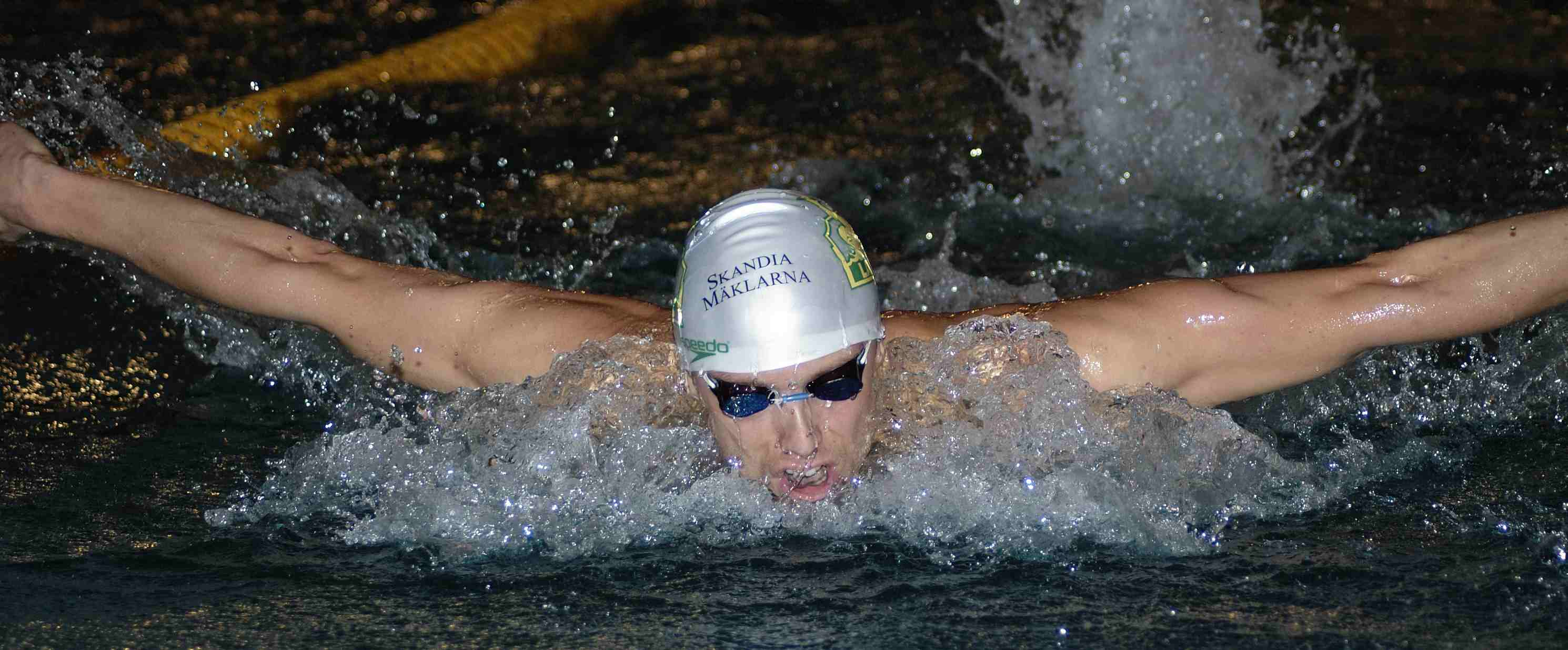
Lars Frölander en 2006.

- Jeux olympiques 1996 à Atlanta :
  -  Médaille d'argent du relais 4 × 200 m nage libre
- Jeux olympiques 2000 à Sydney :
  -  Médaille d'or du 100 m papillon

### Championnats du monde

#### En grand bassin
- Championnats du monde 1994 à Rome :
  -  Médaille d'or du relais 4 × 200 m nage libre
  -  Médaille d'argent du 100 m papillon
- Championnats du monde 1998 à Perth : 
  -  Médaille d'argent du 100 m papillon
  -  Médaille de bronze du 100 m nage libre
- Championnats du monde 2001 à Fukuoka :
  -  Médaille d'or du 100 m papillon
  -  Médaille d'argent du 50 m papillon
  -  Médaille de bronze du 100 m nage libre

#### En petit bassin
- Championnats du monde 1993 à Palma de Majorque :
  -  Médaille d'or du relais 4 × 200 m nage libre
- Championnats du monde 1997 à Göteborg :
  -  Médaille d'or du 100 m papillon
  -  Médaille d'argent du relais 4 × 100 m nage libre
  -  Médaille d'argent du relais 4 × 200 m nage libre
- Championnats du monde 1999 à Hong Kong :
  -  Médaille d'or du 100 m nage libre
  -  Médaille d'or du 100 m papillon
  -  Médaille d'argent du relais 4 × 100 m 4 nages
  -  Médaille de bronze du relais 4 × 100 m nage libre
- Championnats du monde 2000 à Athènes :
  -  Médaille d'or du 100 m nage libre
  -  Médaille d'or du 100 m papillon
  -  Médaille d'or du relais 4 × 100 m nage libre
- Championnats du monde 2002 à Moscou :
  -  Médaille d'argent du relais 4 × 100 m nage libre
- Championnats du monde 2006 à Shanghai :
  -  Médaille d'argent du relais 4 × 100 m nage libre
- Championnats du monde 2008 à Manchester :
  -  Médaille de bronze du relais 4 × 100 m nage libre

### Championnats d'Europe de natation

#### En grand bassin
- Championnats d'Europe de natation 1993 à Sheffield :
  -  Médaille d'argent du relais 4 × 100 m nage libre
- Championnats d'Europe de natation 1995 à Vienne :
  -  Médaille d'argent du relais 4 × 200 m nage libre
  -  Médaille de bronze du relais 4 × 100 m nage libre
- Championnats d'Europe de natation 1997 à Séville :
  -  Médaille d'or du 100 m papillon.
  -  Médaille d'argent du 100 m nage libre.
- Championnats d'Europe de natation 1999 à Istanbul :
  -  Médaille d'or du 100 m papillon
  -  Médaille de bronze du 100 m nage libre.
  -  Médaille de bronze du 50 m papillon.
  -  Médaille de bronze du relais 4 × 100 m 4 nages.
- Championnats d'Europe de natation 2000 à Helsinki :
  -  Médaille d'or du 100 m papillon
  -  Médaille d'argent du 50 m papillon
  -  Médaille d'argent du relais 4 × 100 m 4 nages
  -  Médaille de bronze du 100 m nage libre
- Championnats d'Europe de natation 2002 à Berlin :
  -  Médaille d'argent du relais 4 × 100 m nage libre
  -  Médaille de bronze du 50 m papillon
- Championnats d'Europe de natation 2008 à Eindhoven :
  -  Médaille de bronze du relais 4 × 100 m 4 nages
- Championnats d'Europe de natation 2010 à Budapest :
  -  Médaille de bronze du relais 4 × 100 m nage libre

#### En petit bassin
- Championnats d'Europe 1998 à Sheffield :
  -  Médaille d'or du 100 m nage libre
  -  Médaille d'or du relais 4 × 50 m 4 nages
  -  Médaille d'argent du 100 m papillon
  -  Médaille de bronze du 50 m papillon
- Championnats d'Europe 1999 à Lisbonne :
  -  Médaille d'or du 50 m papillon
  -  Médaille d'or du 100 m papillon
  -  Médaille d'or du relais 4 × 50 m nage libre
  -  Médaille d'or du relais 4 × 50 m 4 nages
  -  Médaille d'argent du 100 m nage libre
- Championnats d'Europe 2000 à Valence :
  -  Médaille d'or du relais 4 × 50 m nage libre.
  -  Médaille d'argent du 100 m papillon.
- Championnats d'Europe 2001 à Anvers :
  -  Médaille d'or du 50 m papillon
  -  Médaille d'argent du 100 m papillon
  -  Médaille de bronze du relais 4 × 50 m nage libre
  -  Médaille de bronze du relais 4 × 50 m 4 nages
- Championnats d'Europe 2005 à Trieste :
  -  Médaille d'or du 50 m papillon

## Records
- Record du monde du 50 m papillon, en petit bassin, avec un temps de 23 s 19 réalisé à Athènes, le 19 mars 2000, lors des séries des Championnats du monde.
- Record du monde du 100 m papillon, en petit bassin, avec un temps de 50 s 59 réalisé à Athènes, le 16 mars 2000, lors des séries des Championnats du monde.
- Record du monde du 100 m papillon, en petit bassin, avec un temps de 50 s 44 réalisé à Athènes, le 17 mars 2000, lors de la finale des Championnats du monde.
- Record du monde du 4 × 100 mètres nage libre en petit bassin en 3 min 9 s 57 réalisé à Athènes, le 16 mars 2000, lors des Championnats du monde.